# Pelecanoides
Pelecanoides es un género de aves procelariformes. Se les conoce como petreles buceadores y en Hispanoamérica como potoyuncos o yuncos